# Miss Sánchez
Miss Sánchez es el sexto álbum de estudio (noveno en general) de la cantante española Marta Sánchez. Fue lanzado el 27 de abril de 2007 bajo el sello Universal Music Spain S. L.. Está producido por primera vez por Carlos Jean y es su primer álbum de estudio desde Soy yo lanzado en 2002.
Marta ha coescrito 5 de los temas, como en segundo sencillo "Levántate", coescrito con su marido Jesús Cabañas y "Tienes que vivir" dedicada a su hija Paula. Realiza dos duetos, el primero con Alaska en el tema "Si me cambian los recuerdos", y el segundo con el fallecido Tino Casal y su éxito "Embrujada". En su primer sencillo "Superstar", utilizó la base de una de sus canciones favoritas, el tema de Depeche Mode "Just can't get enough".

## Lista de canciones
| #  | Título                                         | Compositor(es)                                                                                 | Duración |
| -- | ---------------------------------------------- | ---------------------------------------------------------------------------------------------- | -------- |
| 1  | Levántate                                      | Peter Hallstrom/Lasse Andersson/Nicci Notini/Adaptación: Marta Sánchez/Jesús Cabanas Lumbreras | 3:52     |
| 2  | Si me cambian los recuerdos (dueto con Alaska) | Carlos Jean/Eva Manzano                                                                        | 4:21     |
| 3  | Superstar                                      | Victoria Gastelo, Vince Clarke                                                                 | 3:39     |
| 4  | Reina de la radio                              | Grizzly/Mack/Tysper/Breitung/Adaptación: Marta Sánchez/Lucas Álvarez de Toledo                 | 3:51     |
| 5  | Desafinados                                    | Victoria Gastelo/Warner Chappell                                                               | 4:35     |
| 6  | Embrujada (dueto con Tino Casal)               | José Celestino Casal Álvarez                                                                   | 3:43     |
| 7  | Contradicciones                                | Jorge Luis Piloto/Yoel Henriquez                                                               | 3:12     |
| 8  | High energy                                    | Marta Sánchez                                                                                  | 4:14     |
| 9  | Te imagino                                     | Manuel Alejandro                                                                               | 3:47     |
| 10 | Frida y sus flores                             | Marta Sánchez                                                                                  | 4:16     |
| 11 | Tienes que vivir (a mi hija Paula)             | Marta Sánchez                                                                                  | 4:57     |
| 12 | La noche que acabó                             | Christian de Walden/ Alessandra Flora/Luigi Patruno/Luigi Rana/Lori Barth                      | 3:25     |

## Listas

### Semanales
| País   | Ranking         | Primera semana | Posición de ingreso | Mejor posición | Semanas en la mejor posición | Semanas en el ranking | Última semana |
| ------ | --------------- | -------------- | ------------------- | -------------- | ---------------------------- | --------------------- | ------------- |
| Europa |                 |                |                     |                |                              |                       |               |
| España | Top 100 álbumes | 29/04/2007     | 3                   | 3              | 1                            | 19                    | 02/09/2007    |

### Certificaciones
| País   | Proveedor  | Año  | Certificación |
| Europa |            |      |               |
| España | Promusicae | 2007 | Oro           |